# Ulica Litewska w Tarnowskich Górach
Ulica Litewska w Tarnowskich Górach – jedna z głównych ulic dzielnicy Tarnowskich Gór – Starych Tarnowic – przebiegająca przez wschodnią część osiedla „Przyjaźń”. Ma status drogi gminnej klasy Z o numerze 270 125 S.

## Przebieg
Ulica Litewska stanowi wschodnią oś komunikacyjną Osiedla Przyjaźń. Rozpoczyna się na rondzie Ks. Dr. Gustawa Klapucha i biegnie w kierunku północnym. Kończy swój bieg po 750 metrach, krzyżując się z ulicą Opatowicką, która tworzy granicę między dzielnicami Stare Tarnowice i Opatowice.

## Historia
Ulica została zbudowana w trakcie budowy Osiedla Przyjaźń w latach siedemdziesiątych i osiemdziesiątych XX wieku, przy czym polna droga łącząca Stare Tarnowice z Opatowicami pojawia się już na mapach tych okolic z końca XIX wieku, np. na mapie zalegania złóż kruczcowych w rejonie Tarnowskich Gór z 1884 roku.
Do 1990 roku ulica nosiła nazwę ul. Jałtańska.

## Obiekty i instytucje
Przy ulicy Litewskiej znajdują się:

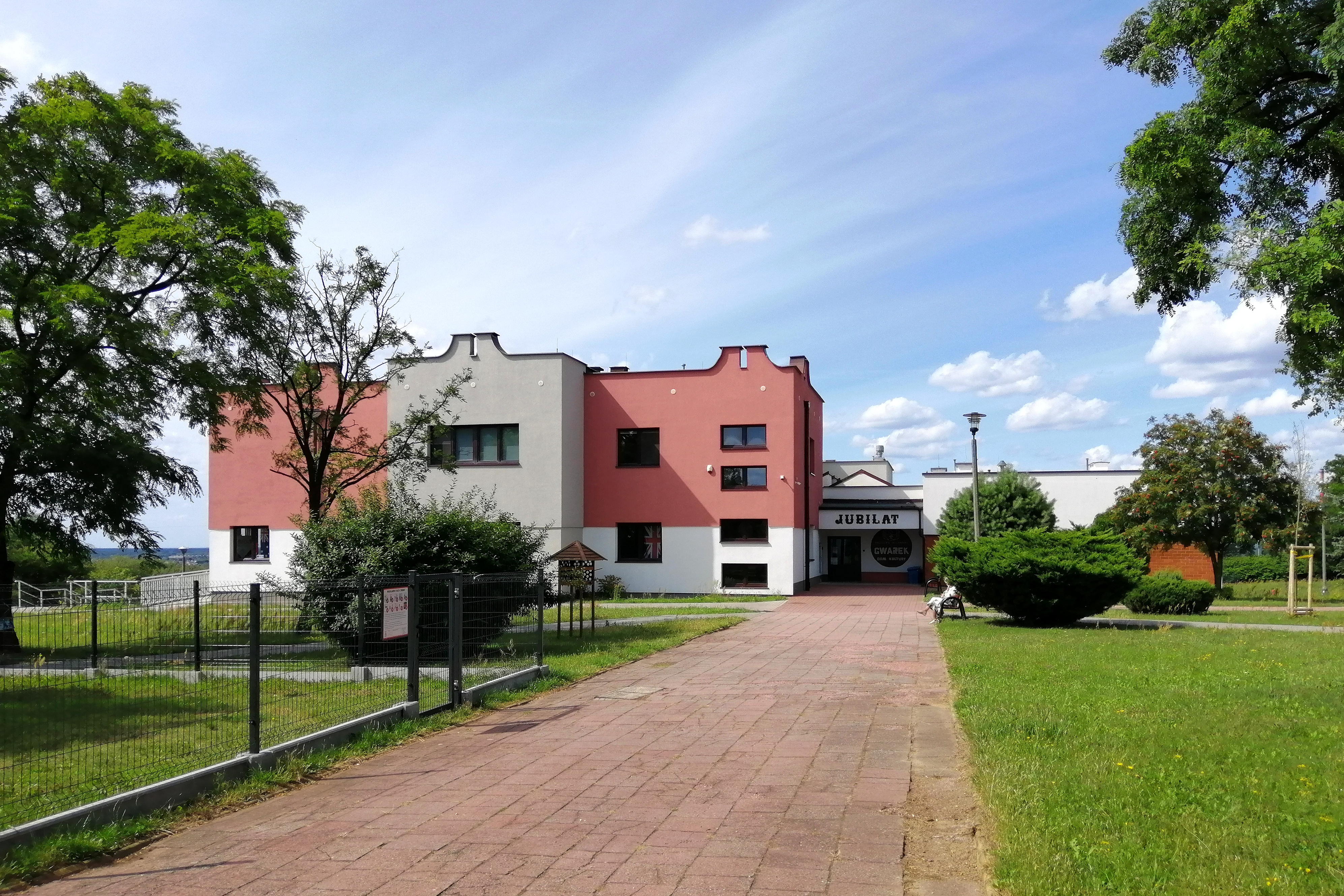
Spółdzielczy Dom Kultury „Jubilat” przy ul. Litewskiej 22 (zdj. 2022)

- kompleks budynków Szkoły Podstawowej nr 15 im. Gwarków Tarnogórskich, ul. Litewska 6[5],
- Przychodnia Rejonowa nr 7, administracyjnie ul. Szwedzka 2,
- Spółdzielczy Dom Kultury „Jubilat”, ul. Litewska 22[6],
- manualna stacja monitoringu jakości powietrza należąca do Wojewódzkiego Inspektoratu Ochrony Środowiska w Katowicach[7][8].

Ponadto przy skrzyżowaniu ul. Litewskiej i Opatowickiej znajduje się kościół Matki Boskiej Piekarskiej-Matki Sprawiedliwości i Miłości Społecznej.

## Komunikacja
Według stanu z grudnia 2022 roku ulicą Litewską kursują autobusy organizowane przez Zarząd Transportu Metropolitalnego , obsługujące następujące linie:
- 64 (Tarnowskie Góry Dworzec – Stare Tarnowice Pętla),
- 142 (Tarnowskie Góry Dworzec – Strzybnica Kościelna),
- 614 i 615 (Miasteczko Śląskie Osiedle – Rybna Lotników),
- 712 (Tarnowskie Góry Dworzec – Stare Tarnowice Sielanka).

Przy ulicy zlokalizowana jest pętla z przystankiem autobusowym Stare Tarnowice Litewska.

## Mieszkalnictwo
Według danych Urzędu Stanu Cywilnego na dzień 31 grudnia 2022 roku przy ulicy Litewskiej zameldowanych na pobyt stały było 0 osób.